# Série mondiale 1981
La Série mondiale 1981 était la 79e série finale des Ligues majeures de baseball. Elle a débuté le 20 octobre 1981 et opposait les champions de la Ligue nationale, les Dodgers de Los Angeles, aux champions de la Ligue américaine, les Yankees de New York.
Cette série 4 de 7 s'est terminée le 27 octobre 1981 par une victoire des Dodgers de Los Angeles, quatre parties à deux.
Il s'agissait de la première conquête de la Série mondiale par les Dodgers depuis 1965 et d'une première victoire pour eux face aux Yankees depuis 1963.

## Contexte
La saison 1981 des Ligues majeures de baseball avait été interrompue pendant 50 jours en raison d'une grève des joueurs. Lors du retour au jeu, la ligue décida d'utiliser une formule peu conventionnelle pour cette saison seulement. Elle détermina que les équipes se trouvant en tête de leurs divisions au moment de l'arrêt de jeu seraient nommées championnes de la première moitié de saison, et accéderaient automatiquement aux séries éliminatoires. Les matchs restant au calendrier régulier serviraient à déterminer le classement des équipes pour la seconde moitié, qui couronnerait à son tour des champions dans les divisions Est et Ouest. Le baseball majeur avait prévu de permettre à un wild card (meilleur deuxième) de passer en séries si le champion d'une division s'avérait être le même lors des deux moitiés de la saison, mais cette éventualité ne se concrétisa pas.
Des Séries de divisions dans les ligues Américaine et Nationale eurent donc lieu exceptionnellement en 1981. Elles furent suivies des Séries de championnat (à l'époque dans un format trois de cinq).
Dès 1982, les ligues majeures retournèrent aux saisons régulières de 162 parties et à la formule régulière d'un seul tour éliminatoire avant la Série mondiale, et ce format fut celui privilégié jusqu'en 1995.

## Équipes en présence
Les Dodgers de Los Angeles remportèrent le championnat de la section Ouest de la Nationale en première moitié de saison avec 36 victoires et 21 défaites. Les Dodgers ont remis une fiche de 63-47 sur l'ensemble de la saison 1981 et participaient aux séries pour la première fois depuis 1978.
En Série de division, les Dodgers ont triomphé, trois parties à une, des Astros de Houston (61-49), champions de la seconde moitié du calendrier régulier dans la division Ouest.
En Série de championnat, Los Angeles a eu besoin du maximum de cinq parties pour vaincre les Expos de Montréal (60-48), le voltigeur de droite Rick Monday scellant l'issue du match ultime avec un circuit en début de 9e manche au Stade olympique.
De leur côté, les Yankees de New York avaient gagné le championnat de la division Est avec un rendement de 34-22 en première moitié de saison. Ils finirent cependant 6e sur sept équipes en seconde moitié. Leur dossier sur l'ensemble de 1981 fut de 59-48. Il s'agissait de leur deuxième qualification consécutive et de leur 5e en six ans.
En Série de division, les Yankees ont eu besoin du maximum de cinq parties pour défaire les Brewers de Milwaukee (62-47), champions de l'Est au cours de la seconde moitié du calendrier.
En Série de championnat, les Yankees balayèrent les Athletics d'Oakland (54-45) en trois parties consécutives.
Les Dodgers et les Yankees s'étaient mesurés l'un à l'autre en Série mondiale en 1977 et 1978, chaque affrontement se soldant par un triomphe de l'équipe new-yorkaise. La dernière victoire des Dodgers de Los Angeles en Série mondiale datait de 1965.

## Déroulement de la Série

### Calendrier des rencontres
| Match | Date       | Visiteur               | Hôte                   | Score |
| ----- | ---------- | ---------------------- | ---------------------- | ----- |
| 1     | 20 octobre | Dodgers de Los Angeles | Yankees de New York    | 3 - 5 |
| 2     | 21 octobre | Dodgers de Los Angeles | Yankees de New York    | 0 - 3 |
| 3     | 23 octobre | Yankees de New York    | Dodgers de Los Angeles | 4 - 5 |
| 4     | 24 octobre | Yankees de New York    | Dodgers de Los Angeles | 7 - 8 |
| 5     | 25 octobre | Yankees de New York    | Dodgers de Los Angeles | 1 - 2 |
| 6     | 28 octobre | Dodgers de Los Angeles | Yankees de New York    | 9 - 2 |

### Match 1
Mardi 20 octobre 1981 au Yankee Stadium, New York, NY.
| Dodgers de Los Angeles | 0 | 0 | 0 | 0 | 1 | 0 | 0 | 2 | 0 | 3 | 5 | 0 |
| Yankees de New York | 3 | 0 | 1 | 1 | 0 | 0 | 0 | 0 | X | 5 | 6 | 0 |
| Lanceurs partants : LA : Jerry Reuss NYY : Ron Guidry Vic. : Ron Guidry (1-0) Déf. : Jerry Reuss (0-1) Sauv. : Rich Gossage (1) HRs : LA : Steve Yeager (1) NYY : Bob Watson (1) |   |   |   |   |   |   |   |   |   |   |   |   |

### Match 2
Mercredi 21 octobre 1981 au Yankee Stadium, New York, NY.
| Dodgers de Los Angeles | 0 | 0 | 0 | 0 | 0 | 0 | 0 | 0 | 0 | 0 | 4 | 2 |
| Yankees de New York | 0 | 0 | 0 | 0 | 1 | 0 | 0 | 2 | X | 3 | 6 | 1 |
| Lanceurs partants : LA : Burt Hooton NYY : Tommy John Vic. : Tommy John (1-0) Déf. : Burt Hooton (0-1) Sauv. : Rich Gossage (2) |   |   |   |   |   |   |   |   |   |   |   |   |

### Match 3
Vendredi 23 octobre 1981 au Dodger Stadium, Los Angeles, Californie.
| Yankees de New York | 0 | 2 | 2 | 0 | 0 | 0 | 0 | 0 | 0 | 4 | 9  | 0 |
| Dodgers de Los Angeles | 3 | 0 | 0 | 0 | 2 | 0 | 0 | 0 | X | 5 | 11 | 1 |
| Lanceurs partants : NYY : Dave Righetti LA : Fernando Valenzuela Vic. : Fernando Valenzuela (1-0) Déf. : George Frazier (0-1) HRs : NYY : Bob Watson (2), Rick Cerone (1) LA : Ron Cey (1) |   |   |   |   |   |   |   |   |   |   |    |   |

### Match 4
Samedi 24 octobre 1981 au Dodger Stadium, Los Angeles, Californie.
| Yankees de New York | 2 | 1 | 1 | 0 | 0 | 2 | 0 | 1 | 0 | 7 | 13 | 1 |
| Dodgers de Los Angeles | 0 | 0 | 2 | 0 | 1 | 3 | 2 | 0 | X | 8 | 14 | 2 |
| Lanceurs partants : NYY : Rick Reuschel LA : Bob Welch Vic. : Steve Howe (1-0) Déf. : George Frazier (0-2) HRs : NYY : Willie Randolph (1), Reggie Jackson (1) LA : Jay Johnstone (1) |   |   |   |   |   |   |   |   |   |   |    |   |

### Match 5
Dimanche 25 octobre 1981 au Dodger Stadium, Los Angeles, Californie.
| Yankees de New York | 0 | 1 | 0 | 0 | 0 | 0 | 0 | 0 | 0 | 1 | 5 | 0 |
| Dodgers de Los Angeles | 0 | 0 | 0 | 0 | 0 | 0 | 2 | 0 | X | 2 | 4 | 3 |
| Lanceurs partants : NYY : Ron Guidry LA : Jerry Reuss Vic. : Jerry Reuss (1-1) Déf. : Ron Guidry (1-1) HRs: LA : Pedro Guerrero (1), Steve Yeager (2) |   |   |   |   |   |   |   |   |   |   |   |   |

### Match 6
Mercredi 28 octobre 1981 au Yankee Stadium, New York, NY.
| Dodgers de Los Angeles | 0 | 0 | 0 | 1 | 3 | 4 | 0 | 1 | 0 | 9 | 13 | 1 |
| Yankees de New York | 0 | 0 | 1 | 0 | 0 | 1 | 0 | 0 | 0 | 2 | 7  | 2 |
| Lanceurs partants : LA : Burt Hooton NYY : Tommy John Vic. : Burt Hooton (1-1) Déf. : George Frazier (0-3) Sauv. : Steve Howe (1) HRs : LA : Pedro Guerrero (2) NYY : Willie Randolph (2) |   |   |   |   |   |   |   |   |   |   |    |   |

## Joueurs par excellence
Pour la deuxième fois de l'histoire du baseball, plusieurs joueurs furent conjointement nommés joueurs par excellence de la Série mondiale. Et pour la première fois (et seule fois en date de 2008), trois joueurs se partagèrent l'honneur. Ils s'alignaient tous avec les Dodgers de Los Angeles :
- Le joueur de troisième but Ron Cey frappa 7 coups sûrs en 20, pour une moyenne de, 350 avec un coup de circuit et 6 points produits.
- Le voltigeur Pedro Guerrero frappa 7 coups sûrs en 21, pour une moyenne de, 333, avec 2 circuits et 7 points produits.
- Le receveur Steve Yeager frappa 4 coups sûrs en 14, pour une moyenne de, 286. Deux de ces coups sûrs furent des circuits, dont celui qui donna la victoire aux Dodgers dans le match #5. Il produisit un total de 4 points.